# Parroquia de la Purísima Concepción (Yurécuaro)
La Parroquia de la Purísima Concepción llamada popularmente la purísima, es un templo católico ubicado en la ciudad de Yurécuaro, en el estado de Michoacán en México. Aunque su fundación data del siglo XVI, el edificio actual data de principios del siglo XIX y fue modificado en el siglo XX. Se caracteriza por ser uno de los templos más antiguos de la región norte de Michoacán y por la gran calidad de su torre de estilo neoclásico, elaborada en cantera roja.

## Historia
Llamado Iorekuaro durante el periodo prehispánico, Yurécuaro fue un pequeño asentamiento indígena a orillas del río Lerma, que fue conquistado por enviados de Tariácuri durante la expansión militar que precedió a la formación del Imperio purépecha. El nombre proviene de los vocablos purépechas iorekua que significa Río y la terminación ro que significa Lugar, por lo que se traduce como “Lugar junto al Río", o bien "Lugar de crecientes".
Tras la conquista española del Imperio purépecha, llega a Iorékuaro el misionero franciscano Fray Juan de San Miguel, quien funda en el lugar un pueblo-hospital con una capilla de adobe dedicada a María de Nazaret. Años más tarde la congregación fue refundada con el nombre de Santa María Yurécuaro por el Virrey Luis de Velasco de acuerdo a la Real cédula expedida el 22 de mayo de 1559 por el rey Felipe II de España.
En 1553 se había creado el curato de Tlazazalca, al cual se incorporó Yurécuaro, mientras que jurídicamente se incorporó a la República de indios de Tlazazalca, a la cual perteneció hasta 1822.
El 22 de enero de 1748 el obispo Martín de Elizacoechea crea el curato de la Piedad, al que se incorporaron Santa María Yurécuaro y la parroquia del vecino pueblo de San Pedro de Tanhuato.
A principios del siglo XIX, debido al crecimiento de la población, fue necesario construir un templo más grande, por lo que fue demolida la antigua capilla de adobe y en 1805 comenzó la construcción de la actual iglesia la cual fue concluida en 3 años y 17 días, con un costo de 30 mil pesos de la época virreinal y la ayuda de doce hombres por día que proporcionó el gobernador de la república de indios.
El 25 de enero de 1816, Yurécuaro es atacado por las tropas del sacerdote insurgente José Antonio Torres y la villa y la iglesia recién terminada son incendiadas. El 6 de mayo de 1821 se realiza en Yurécuaro la entrevista entre Agustín de Iturbide y Pedro Celestino Negrete en la cual este último se unió al plan de iguala y a la causa de la independencia de México.
En 1820 el Virrey Juan Ruiz de Apodaca jura la constitución de Cádiz, la cual establece la cual establece la igualdad de derechos entre peninsulares y americanos y por tanto ordena la abolición de las repúblicas de indios y su integración como ayuntamientos españoles. La disposición no se llegó a aplicar por las autoridades españolas ya que un año después se proclamó la Independencia de México, sin embargo el destino de las repúblicas indianas no cambió con el nuevo gobierno independiente ya que este aprobó que las repúblicas de indios fueran abolidas. En 1822 La Piedad se constituyó en un partido independiente de Tlazazalca y se le adjudicaron los pueblos de Yurécuaro, Tanhuato, Ecuandureo y Zináparo.
En 1834 comienza la reconstrucción de la iglesia, para la cual se había adquirido una escultura de la inmaculada concepción, obra del arquitecto y escultor Francisco Eduardo Tresguerras.
En 1883, a iniciativa del párroco Luis G. López, se construyeron el altar mayor, dedicado a la purísima concepción y el altar de Jesús Nazareno.

## Descripción del templo
Aunque fue construida a principios del siglo XIX, la iglesia presenta reminiscencias de estilos y templos más antiguos. Esto se aprecia sobre todo en la fachada, que tiene un acabado de baluarte propio de los conventos construidos en el área mesoamericana durante los primeros años de la evangelización española.
Al interior presenta un altar de tipo neoclásico, construido en 1883 presidido por la escultura de Tresguerras, la cual ha sido restaurada en varias ocasiones.
A manera de arcada real se encuentra presidiendo el atrio de la iglesia un arco conmemorativo construido en 1921. Este arco es importante en la historia yurecuarense, pues conmemora el centenario de la consumación de la Independencia de México y el paso del ejército Trigarante con Agustín de Iturbide por Yurécuaro.

## Galería
|                   |
| Retablo principal |

|                                                     |
| Arco que conmemora la visita de Agustín de Iturbide |

|             |
| Cruz atrial |

|                                               |
| Puerta principal, elaborada en madera labrada |

|                                                    |
| Detalle de los escudos de la fachada de la iglesia |